# Peter Warburton

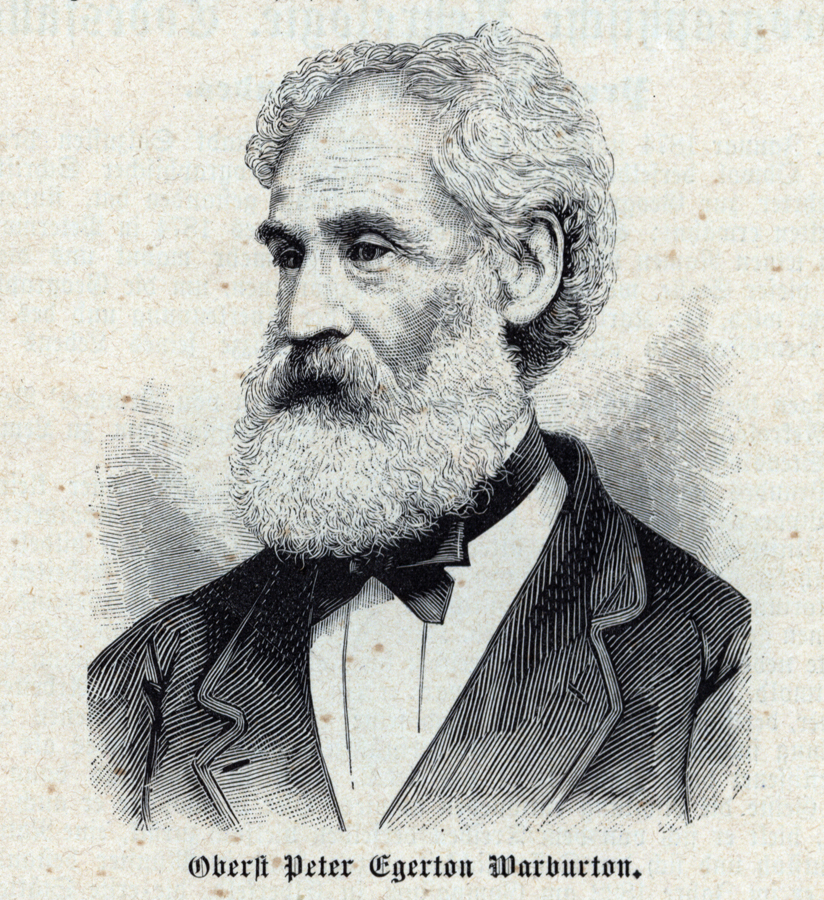
Peter Warburton

Peter Egerton Warburton CMG (* 16. August 1813 in Norley, Cheshire, England; † 5. November 1889 in Norley Bank, Beaumont bei Adelaide in South Australia) war einer der großen europäischen Forschungsreisenden, der das geografische Zentrum Australiens erkundete. Peter Warburton war der erste Europäer, der die Große Sandwüste Australiens durchquerte.

## Leben
Warburton wurde in französischer Sprache erzogen und trat 1826 im Alter von zwölf Jahren der britischen Marine bei. Dort diente er auf der HMS Windsor Castle und anschließend von 1831 bis 1853 in der British Indian Army, wo er den Rang eines Majors bekleidete. Seit 1838 war er mit Alicia Mant verheiratet. Mit ihr hatte er einen Sohn Richard. Dieser begleitete ihn in den frühen 1870er Jahren auf seiner bedeutenden Entdeckungsreise durch Australien.
Von 1829 an besuchte er die ostindische Militärschule in Addiscombe, bevor er 1834 nach Indien ging. Im Range eines Major verließ er die East India Company im Jahre 1853 nach Australien. Dort angekommen ging er nach Adelaide; im gleichen Jahr besuchte er seinen Bruder George in Albany in Western Australia.

## Expeditionen
Im Jahre 1857 kam Warburton bis zu den Gawler Ranges und an den Lake Gairdner. Im Jahre 1858 erkundete er den Lake Eyre und den Lake Torrens und benannte den Davenport Ranges nach Sir Samuel Davenport. 1860 erforschte er die Streaky Bay, vier Jahre später erkundete er den Nordwesten von Mount Margaret. 1866 folgte er dem Cooper Creek bis zum Lake Eyre und fand dabei den Warburton River.
Am 21. September 1872 verließ er Adelaide, um einen Weg nach Perth zu suchen. Die Expedition erreichte im Frühjahr 1873 Alice Springs und Warburton reiste im April weiter. Aufgrund der großen Strapazen und der Wassernot erblindete er auf diesem Abenteuer auf einem Auge und in der Großen Sandwüste wäre die Expedition fast gescheitert. Dennoch erreichte sie die De Grey-Station in einem erschöpften Zustand. Von dort aus bewegte er sich am 26. Januar 1874 bis nach Roebourne, um sich mit seinen noch lebenden Expeditionsmitgliedern anschließend nach Adelaide einzuschiffen.
1874 ging er aufgrund seines angegriffenen Gesundheitszustands nach Großbritannien, kehrte aber nach kurzer Zeit wieder nach Australien zurück.

## Ehrungen
Die Briten zeichneten Warburton für seine Expeditionserfolge mit dem Order of St. Michael and St. George (CMG) aus. Des Weiteren wurde er von der Royal Geographical Society geehrt. Nach Warburton sind zwei Gebirgszüge, ein Fluss, zwei Orte, das Warburton Kunstprojekt der Aborigines und ein Käfer benannt. Im Jahre 1976 wurde er als einer der sechs größten Entdecker Australiens auf einer Briefmarke Australiens abgebildet.